# Radio Comunitaria Santa Elena
La Radio Comunitaria Santa FM (en inglés: Saint FM community radio) es una estación de radio al servicio de la isla Santa Elena.  Los estudios de la estación y las oficinas de administración se encuentran en Asociación Hall, Main Street, Jamestown. Es una estación totalmente autosuficiente y no recibe financiación o el apoyo del Gobierno de Santa Elena, sino que lo hace a través de sus miembros.

## Historia
Tras el cierre de Santa FM el 21 de diciembre el 2012 se estimó en general que la isla tenía necesidad de una estación de radio independiente.
El 15 de enero de 2013 un grupo de entusiastas de la radio se reunió en la Asociación Hall y un comité de gestión se formó para poner de nuevo a la radio en el aire. La idea era de una estación de propiedad de la comunidad y para eso se creó una organización.
En febrero se le dio una licencia a la radio y la estación comenzó transmisiones de prueba en Jamestown en 106.7 MHz el 23 de febrero de 2013. El lanzamiento oficial fue a las 8 a. m. del domingo 10 de marzo.
Actualmente la radio cuenta con más de 700 miembros, siendo la mayor organización de la isla.

## Frecuencias
- La radio transmite en FM desde:
  - 106.7 MHz desde Asociación Hall, Jamestown, sirviendo a Jamestown, Villa Zarzas y partes de Alarma Forestal
  - 93.1 MHz de una residencia justo debajo de High Knoll Fort, sirviendo a Half Tree Hollow, San Pablo y el este de Cerro Azul
  - 95.1 MHz, sirviendo a Longwood y el este de la isla
  - 91.1 MHz, próximamente para cubrir partes de Cerro Azul y Bahía Arenosa
- También está disponible por Internet
- Es retransmitida en las islas Malvinas (como un canal de cable) y la isla Ascensión (en 91.4 MHz y 95.5 MHz)